# Oğuzeli (district)
Oğuzeli is een Turks district in de provincie Gaziantep en telt 26.897 inwoners (2007). Het district heeft een oppervlakte van 681,3 km².
De bevolkingsontwikkeling van het district is weergegeven in onderstaande tabel.
| 1997   | 2000   | 2007   |
| ------ | ------ | ------ |
| 35.281 | 33.162 | 26.897 |